# Lopușna, Varna
Lopușna (în bulgară Лопушна) este un sat în comuna Dălgopol, regiunea Varna,  Bulgaria. 

## Demografie
Componența etnică a satului Lopușna
     Bulgari (2,3%)
     Nicio identificare (17,45%)
     Turci (80,24%)
     Romi (0%)
La recensământul din 2011, populația satului Lopușna era de 911 locuitori. Din punct de vedere etnic, majoritatea locuitorilor (80,24%) erau turci, cu o minoritate de bulgari (2,3%). Pentru 17,45% din locuitori nu este cunoscută apartenența etnică.